# ナイアガラ音頭
「ナイアガラ音頭」（ナイアガラおんど）は、1976年6月1日に発売された大瀧詠一プロデュースによる、布谷文夫（クレジットは“布谷文夫 with ナイアガラ社中”名義）のシングル。

## 解説
「ナイアガラ音頭」は、大滝詠一、山下達郎、伊藤銀次の3人によるオムニバス・アルバム『NIAGARA TRIANGLE Vol.1』からのシングル・カット。
1975年にスタートしたナイアガラ・レーベルで当時、レコード制作と並んでもう一つの基幹活動となっていたラジオ番組『ゴー・ゴー・ナイアガラ』が同年6月9日からスタートし、大滝が“番組のゲストで最初に呼ぶのはこの二人と決めていた”という伊藤と山下を迎えてのナイアガラ特集が第16回（9月29日）第17回（10月6日）に放送された。この番組がきっかけとなり、終了後にアルバム『ティーンエイジ・トライアングル』をヒントにした3人による“トライアングル企画”が大滝から二人にプレゼンされた。大滝にとっては新会社“ザ・ナイアガラ・エンタープライズ”を作り、新たに日本コロムビアと契約するので、その第一弾として1973年からここまでの三人の活動を記録しておきたいという思いからだった。
10月、この“ナイアガラ特集”を聞いたリスナー“くりーむそーだ水”（ペンネーム）から番組宛にハガキが届き、それが「ナイアガラ音頭」のネタ元になった。大滝は「『トライアングル』は75年の11月から（録音が）始まってるんだけど、75年の10月かな、くりーむそーだ水さんからハガキが来たのは。『ゴー・ゴー・ナイアガラ』にね。そのハガキに『ゴー・ゴー・ナイアガラ』のテーマ曲を変えろ、今のはダサいからと。『欽ちゃんのドーンとやってみよう!』が流行ってたんで、『銀ちゃんのドーンとやってみよう!』にしてディスク・ジョッキーは大滝から伊藤銀次に変えろって。で、向こう（『欽ドン!』）が<ニッコリ音頭>だから<ナイアガラ音頭>にしたらどうかって。この<ナイアガラ音頭>は面白いっていうんで、そのハガキはためといて、作ってから（ラジオで）ハガキを読もうと。で、ちゃんとハガキを読んだ日にかけてるわけだよね。作ったぞ、みたいなことで。でも本人は聞いてなかったって後で言ったんだけど。あんまり長いこと読まないからハガキがボツになったんだろうと思ったらしいけど」「<ナイアガラ音頭>を大きくやろうとかいうことでもなく。アルバムがどうなるかなんて全貌はわかるはずのない時期ですよ、ハガキが来たのは」という。
ヴォーカルを担当したのはブルース・クリエイション - DEWの元メンバーで、1973年に大瀧プロデュース、“ココナツ・バンク”の演奏によるアルバム『悲しき夏バテ』をリリースした布谷文夫。大滝によれば1967年夏、高校卒業後上京して一週間以内に布谷と出会ったという。「僕は岩手県内でも転々としていたのですが、何度目かの転校の時に知り合った人間がいて、彼がクレージーキャッツのソノシートを持っていたということで気が合って友達になった。それから二、三年して僕がギターを覚え始めたときに、彼が詞を書いて、僕がスリー・コードで曲を付けた。これが最初のオリジナル曲ですが、このときの作詞家が後に布谷さんの<冷たい女>の作詞をした千葉信行で、僕よりも前に上京していた彼に誘われて、彼の先輩がいたとあるGSバンドの練習に遊びに行ったんです。そこへリード・ヴォーカルが来るからちょっと待ってろと言われて、布谷さんを紹介されたわけです」という。布谷は当時専修大学に通う大学生で1966年3月にバンド“東京R&Bファイブ”を結成、1967年3月に解散していた。大滝は「なんかミック・ジャガーが好きだって言って<ハート・オブ・ストーン>ばっかり唄ってたな。僕はそれを見ていただけだったんだけど、そしたら急に“ドラムやるんだって?”とか言われて。そこのドラマーが上手くなくてクビにするからって。別に正式メンバーになったわけじゃないけど、そういうんで交友関係ができて、それが後に“タブー”というバンドになる」「布谷は結構その頃エキストラのヴォーカルをやってた。GSブームの頃だから仕事が結構あったんだよね、学生でありながらそういうバイトをしていたわけ。ジャガーズの弟バンドっていうのにトラで入って歌唄ってたんだよ。そしたらそこに洪栄龍がいたんだよね。なぜか<マドモアゼル・ブルース>を弾いていた。そこのバンドに新しいギタリストが入ったって。それが高校生の竹田和夫だった。それがだんだんブルース・クリエイションになっていく。そのバンドにオレが飛び入りするようになって、で何を唄うかっていうと<500マイル>しかなくて、それをプレスリー調に唄うんだ。たしか洪栄龍が知っている曲が<500マイル>しかなかったからだと思ったけどね」「その前にタブーを解散する時に布谷に“お前はやっぱり自分の好きなのをやるべきだ”って言われてて、“絶対お前とぴったり合う人間がいるから紹介する”って言われて中田佳彦の電話番号を聞いて、会って話をしたら本当にぴったりだった。で、中田との友達づきあいが始まるわけ。中田は立教大学に行ってて社会学部で細野晴臣と同じクラスだったの。中田に連れられて細野ん家に行った。上京して一年しないうちに布谷、中田、細野と行きついた」という。
レコーディングは布谷のヴォーカルが先でその後、純邦楽側と洋楽側とが別々に録音されているが、大滝によれば「<ナイアガラ音頭>はね、ああいう風になるとは出来上がってみるまでわからなかったわけですよ。最初、リズム・ボックスと邦楽（のお囃子）だけでやってたからね。でもリズム・ボックスは聞かせてない。歌だけかな? 歌とピアノで邦楽の人を録音してるの。ドラムその他のロック（・サイドの演奏）はリズム・ボックスと歌だけ聞いてやってもらって」とし、それらを初めてミックスする時、スタジオに居合わせた山下は「今世紀最高の傑作だ」と叫んだという。
当初、『NIAGARA TRIANGLE Vol.1』からのシングルは「幸せにさよなら / ドリーミング・デイ」だけの予定だったが、コロムビアの営業サイドから出されたシングル・カットの要請を受け、オリジナル・ヴァージョンのオケのピッチを上げ、坂本龍一のクラビネットをダビングし、ヴォーカルも録り直されている“ディスコ・ヴァージョン”として、シングル・ヴァージョンが制作された。大滝によれば「『ナイアガラ・トライアングル』は結構好評で、コロムビア移籍第一弾だったでしょ? コロムビアもかなり力を入れてて。予想外なことに<ナイアガラ音頭>にスポットが当たってしまった。出してみたら、最初の予想とはまるで別で、新宿のコタニ（レコード店）のところから行列をして、それをテレビのスポットで打ったり。76年には（<ナイアガラ音頭>を歌った）布谷文夫のテレビ出演も2本あって。NETと「ぎんざNOW!」と。テレビ展開はあるわ、シングル切るわで。コロムビア側はプロモーションに関してはね、ずいぶんやったんですよ。とにかくナイアガラ・レーベルを押していくんだということで、『トライアングル』で口火を切って。糸居五郎さんがニッポン放送で<ナイアガラ音頭>がかかったときにすぐ電話して、これは誰だって聞いたんだって。これは面白いってことで、糸居五郎さんが<ナイアガラ音頭>をかけたんだからね。それくらいの話題になったんだよね」という。後に大瀧と対談した糸居はシングル・ヴァージョンに追加された“オンドー”がすごくいいとし、「ずっと昔、昭和のはじめに、中野忠晴とコロムビア・リズム・ボーイズが<山寺の和尚さん>を、当時としてはモダンなビートでもってやってたわけです。それから<地球の上に朝がきた>の川田晴久。あれも、日本に昔からある浪花節の調子を、モダンにしたんですね。こういったものを何十年か経って現代風に置き換えたのが<ナイアガラ音頭>。そんな感じですね」「ですから、僕の経験から言うと、あれはヒットしますよ」と話していた。その“オンドー”コーラスは、95年盤『NIAGARA TRIANGLE Vol.1』の解説で大滝は、布谷と“たまたまスタジオにいた”当時オールナイトニッポン第二部のDJ及川伸一と書いているが、2006年リリースの『NIAGARA TRIANGLE Vol.1 30th Anniversary Edition』では、“スタジオにたまたま応援に来ていた”PMPの川本晴義と及川が参加と記している。
「あなたが唄うナイアガラ音頭」は「ナイアガラ音頭」のイントロに、『NIAGARA TRIANGLE Vol.1』収録曲「ココナツ・ホリデイ'76」で使われた“お囃子”が付けられた、モノ・ミックスによるカラオケ。B面にA面曲のカラオケを収録する形態は後に一般的となるが、このときはB面を作る余裕も時間もなかったためだという。また、コロムビアによるルーファスとのカップリング・シングルも制作された。
このシングルも「幸せにさよなら / ドリーミング・デイ」同様、両面モノラル・ミックス。両曲とも2006年発売の『NIAGARA TRIANGLE Vol.1 30th Anniversary Edition』に、ボーナス・トラックで収録された。
大滝は「The First Niagara Tour」で披露された際、「我がナイアガラの社歌」と言っている。

## アートワーク、パッケージ
ジャケットは中見開きで、歌詞の他、ライナーに宿霧十軒（ジャックトーンズ低音担当）による手書きの振り付図付き。さらに同年6月20日ニッポン放送での“「ナイアガラ音頭」のど自慢大会開催のお知らせ”が掲載されていた。

## 収録曲

### SIDE A
1. ナイアガラ音頭 / 布谷文夫 with ナイアガラ社中  –  (2:48) NF-1
作詞・作曲：大瀧詠一、編曲：多羅尾伴内

### SIDE B
1. あなたが唄うナイアガラ音頭 (Ondo Dé Hustle) / ナイアガラ社中  –  (3:17) NS-1
作曲：大瀧詠一 編曲：多羅尾伴内

## 参加ミュージシャン
| 上原裕 : Dr.                        |
| 田中章弘 (from Huckle Buck) : Bass. |
| 坂本龍一 : Piano.                   |
| イーハトヴ・田五三九 : Per.         |

|  |                                                           |
|  | ナイアガラ社中                                            |
|  | 布谷“新民謡歌手”文夫 : 唄                                 |
|  |                                                           |
|  | =INSPIRATION=                                             |
|  | 我田引水の自称弟子のくりーむそーだすい。 Yokohama thanks! |

| 坂本龍一 : Clavinet.                  |
| 及川伸一 : Backing Vocal Over Dubbed. |
| 布谷文夫 : Backing Vocal Over Dubbed. |
| 大滝詠一 : Backing Vocal Over Dubbed. |

| 上原裕 : Jungle Voice Over Dubbed.    |
| 布谷文夫 : Backing Vocal Over Dubbed. |
| G・H助川 : Ottole Voice.              |
| 伊藤銀次 : Quande Voice.              |
| 村松邦男 : Laughing Voice.            |

## 収録アルバム
| #  | アーティスト                     | タイトル                                        | リリース日    | レーベル                         | 規格  | 品番                       | 備考 |
| -- | -------------------------------- | ----------------------------------------------- | ------------- | -------------------------------- | ----- | -------------------------- | --- |
| 1  | ナイアガラ・トライアングル       | NIAGARA TRIANGLE Vol.1                          | 1976年3月25日 | NIAGARA ⁄ COLUMBIA               | LP    | LQ-7001-E(NGLP-505,506-NT) | 「ナイアガラ音頭」（アルバム・ヴァージョン）を収録。 |
| 2  | ナイアガラ・トライアングル       | NIAGARA TRIANGLE Vol.1                          | 1976年3月25日 | NIAGARA ⁄ COLUMBIA               | CT    | CAK-1226-E                 | カセット同時発売。アナログLPと同内容。 |
| 3  | ナイアガラ・トライアングル       | NIAGARA TRIANGLE Vol.1                          | 1981年4月1日  | NIAGARA ⁄ CBS/SONY               | LP    | 27AH 1242                  | ナイアガラ・レーベルのCBSソニー移籍による再発。 |
| 4  | ナイアガラ・トライアングル       | NIAGARA TRIANGLE Vol.1                          | 1981年4月1日  | NIAGARA ⁄ CBS/SONY               | CT    | 27KH 962                   | カセット同時発売。アナログLPと同内容。 |
| 5  | ナイアガラ・フォーリン・スターズ | NIAGARA FALL STARS                              | 1981年4月1日  | NIAGARA ⁄ CBS/SONY               | LP    | 27AH 1246(NGLP-525,526-OM) | 1981年4月にCBSソニーから再発されなかったナイアガラのカタログを中心に、リミックスやデモ・テープを収録したベスト・アルバム。シングル・ヴァージョンを大滝がステレオ・リミックスした「ナイアガラ音頭」を収録。 |
| 6  | ナイアガラ・フォーリン・スターズ | NIAGARA FALL STARS                              | 1981年4月1日  | NIAGARA ⁄ CBS/SONY               | CT    | 27KH 966                   | カセット同時発売。アナログLPと同内容。 |
| 7  | ナイアガラ・トライアングル       | NIAGARA TRIANGLE Vol.1                          | 1981年12月2日 | NIAGARA ⁄ CBS/SONY               | LP    | 00AH 1383                  | 『NIAGARA VOX』(9LP:00AH 1381~9)の中の一枚。 |
| 8  | ナイアガラ・トライアングル       | NIAGARA TRIANGLE Vol.1                          | 1986年6月1日  | NIAGARA ⁄ CBS/SONY               | CD    | 00DH 403                   | 『NIAGARA CD BOOK I』(8CD:00DH 401~8)の中の一枚。吉田保による、リミックス・ヴァージョン5曲を収録。初CD化。「ナイアガラ音頭」（アルバム・ヴァージョン）を収録。 |
| 9  | ナイアガラ・トライアングル       | NIAGARA TRIANGLE Vol.1                          | 1986年6月1日  | NIAGARA ⁄ CBS/SONY               | CD    | 32DH 503(NGCD-10-NT)       | 『NIAGARA CD BOOK I』からの単独発売。32DH 503と同内容。 |
| 10 | ナイアガラ・フォーリン・スターズ | NIAGARA FALL STARS Vol.1 2nd Issue              | 1986年6月1日  | NIAGARA ⁄ CBS/SONY               | CD    | 00DH 406(NGCD-13-OM)       | 『NIAGARA CD BOOK I』の中の一枚。『NIAGARA FALL STARS』のCD版といえるが、CD用に再編集およびリミックスされているため“2nd Issue”となっている。 |
| 11 | ナイアガラ・フォーリン・スターズ | NIAGARA FALL STARS Vol.1 2nd Issue              | 1986年6月1日  | NIAGARA ⁄ CBS/SONY               | CD    | 32DH 506(NGCD-13-OM)       | 『NIAGARA CD BOOK I』からの単独発売。00DH 406と同内容。 |
| 12 | ナイアガラ・フォーリン・スターズ | LET'S ONDO AGAIN SPECIAL                        | 1987年6月21日 | NIAGARA ⁄ CBS/SONY               | CD    | 00DH 604(NGCD-19-OM)       | 『NIAGARA BLACK BOOK』の中の一枚。1978年リリースの『LET'S ONDO AGAIN』からの6曲（ただし、別ミックスまたは別バージョン）に、ノベルティ・タイプの提供曲など未発表曲を含む9曲を加えた新編集・新構成のスペシャル版。『NIAGARA FALL STARS』に収録されている、シングル・バージョンをベースにした“東西文化・交流ヴァージョン”をデジタル化した「ナイアガラ音頭 ('81 MIX)」を収録。 |
| 13 | ナイアガラ・フォーリン・スターズ | LET'S ONDO AGAIN SPECIAL                        | 1987年6月21日 | NIAGARA ⁄ CBS/SONY               | CD    | 32DH 704(NGCD-19-OM)       | 『NIAGARA BLACK BOOK』からの単独発売。00DH 604と同内容。 |
| 14 | ナイアガラ・トライアングル       | NIAGARA TRIANGLE Vol.1                          | 1995年3月24日 | NIAGARA / Sony Records           | CD    | SRCL 3217(NGCD-3-NT)       | オリジナル・マスターでの初CD化。ボーナス・トラックに「ナイアガラ音頭」（シングル・ヴァージョン）を収録。 |
| 15 | ナイアガラ・トライアングル       | NIAGARA TRIANGLE Vol.1 30th Anniversary Edition | 2006年3月21日 | NIAGARA ⁄ Sony Music Records     | CD    | SRCL 5005                  | 笛吹銅次によるニュー・リマスター音源を収録。オリジナル音源に加え、「ナイアガラ音頭」（シングル・ヴァージョン）を含む、95年版のボーナス・トラックの3曲と、初CD化となる「あなたが唄うナイアガラ音頭」と未発表トラック1曲を収録。 |
| 16 | ナイアガラ・トライアングル       | NIAGARA TRIANGLE Vol.1                          | 2011年3月21日 | NIAGARA ⁄ Sony Music Records     | CD    | SRCL 7502                  | 『NIAGARA CD BOOK I』(12CD:SRCL 7500~11)の中の一枚。笛吹銅次による2011年リマスター音源を収録。 |
| 17 | ナイアガラ・フォーリン・スターズ | NIAGARA FALL STARS '81 Remix Special            | 2015年3月21日 | NIAGARA ⁄ Sony Music Labels Inc. | CD    | SRCL 8710                  | 『NIAGARA CD BOOK II』』(12CD:SRCL 8700~11)の中の一枚。1981年リリースの『NIAGARA FALL STARS』と、『NIAGARA VOX』に収録された『MORE NIAGARA FALL STARS』(00AH 1388(NGLP-529,530-OM))と『MORE MORE NIAGARA FALL STARS』(00AH 1389(NGLP-531,532-OM))の中から選曲され、2015年にリマスターされたCD。『FALL STARS』用の1981年リミックス・ヴァージョンを収録。                    |
| 18 | 布谷文夫 With ナイアガラ社中     | ナイアガラ音頭 EP                               | 2024年7月7日  | NIAGARA ⁄ Sony Music Labels Inc. | 8cmCD | SRDL 4755                  | 「ナイアガラ音頭 (Single Version)」「あなたが唄うナイアガラ音頭」のほか、「Let's Ondo Again ('81 Mix)」、初収録となる未発表音源の「Let's Ondo Again ('81 Mix Karaoke)」と「夏バテ（熱中症 Version）」を含む5曲を収録。 |

## リリース日一覧
| 地域 | タイトル                                                     | リリース日    | レーベル                         | 規格               | カタログ番号 | 備考 |
| ---- | ------------------------------------------------------------ | ------------- | -------------------------------- | ------------------ | ------------ | --- |
| 日本 | ナイアガラ音頭 / あなたが唄うナイアガラ音頭 (Ondo Dé Hustle) | 1976年6月1日  | NIAGARA ⁄ COLUMBIA               | 7"シングルレコード | LK-15E       | ジャケットは中見開き、手書きの振り付図付き。 |
| 日本 | ナイアガラ音頭 –Ondo De Hustle– / DANCE WITH ME              | 1976年6月     | COLUMBIA                         | 7"シングルレコード | TD-1018      | ナイアガラ・レーベルとABCレーベルがカップリングされたプロモーション盤。 |
| 日本 | ナイアガラ音頭                                               | 1976年6月     | NIAGARA ⁄ COLUMBIA               | 7"シングルレコード | TD-1019      | A、B面とも同音源が収録された、盆踊り向けプロモーション盤。 |
| 日本 | ナイアガラ音頭 / あなたが唄うナイアガラ音頭 (Ondo Dé Hustle) | 2017年3月21日 | NIAGARA ⁄ Sony Music Labels Inc. | 7"シングルレコード | SRKL 3042    | 『NIAGARA 45RPM VOX』(SRKL 3041~50)の一枚。レーベルは可能な範囲でオリジナルのデザインに近づけたものを使用。ディスクは現存するオリジナル・アナログ・マスターからのマスタリング、及びハーフ・スピード・カッティングを採用。 |